# Mike Burns
Michael Thomas Burns (Marlborough, 1970. szeptember 14. – ) amerikai válogatott labdarúgó.

## Pályafutása

### Klubcsapatban
Marlboroughban született Massachusettsben. Futballozni 6 évesen kezdett helyi bajnokságokban, de nem csatlakozott egyetlen csapathoz sem. Középiskolásként a Marlborough High School fiúcsapatában játszott, ahol 1987-ben az év játékosának is megválasztották. 1988 és 1991 között a Hartwick Főiskolára járt. Miután befejezte a főiskolát nem volt klubcsapata, csak az amerikai válogatottban játszott.
1995-ban az újonnan megalakult MLS-ben a New England Revolution együtteséhez került, de még előtte a dán Viborgban játszott kölcsönben. 1996-ban visszatért a New Englandhez, ahol négy szezont játszott. 2000-ben a San Jose Earthquakes szerződtette. 2001 márciusában távozott a Kansas City Wizards csapatához, melynek színeiben két szezont játszott: 2001-ben és 2002-ben.

### A válogatottban
1992 és 1998 között 75 alkalommal szerepelt az Egyesült Államok válogatottjában. Részt vett valamennyi korosztályos nemzetközi tornán, így tagja volt az 1987-es U16-os világbajnokságon, az 1989-es ifjúsági világbajnokságon, az 1991-es pánamerikai játékokon és az 1992. évi nyári olimpiai játékokon szereplő válogatottak keretének.
Részt vett a hazai rendezésű 1994-es világbajnokságon, de egyetlen mérkőzésen sem lépett pályára és az 1998-as világbajnokságon, ahol kezdő volt a Németország és a Jugoszlávia elleni csoportmeccseken. Ezen kívül tagja volt az 1995-ös Copa Américán szereplő válogatott keretének is. Az 1996-os CONCACAF-aranykupán bronz, míg az 1998-as CONCACAF-aranykupán ezüstérmet szerzett a válogatottal.

## Sikerei
Egyesült Államok
- CONCACAF-aranykupa döntős (1): 1998